# Puding pani Elvisovej
A Puding pani Elvisovej, gyakran csak PPE, magyar fordításban "Elvis néni pudingja" egy szlovák együttes, ami 1995-ben alakult meg a kelet-szlovákiai Kassán. Stílusuk alapvetően pop és elektronikus zene, azonban bizonyos számaikban fellelhetők a funky és a hiphop elemei is. Nekik – pontosabban egyik kedvelt számuknak – köszönhető, hogy a szlovák fiatalok körében mára meghonosodott a 'buli' szó. Hazánkban is felléptek már, 2009 októberében a Hangfoglalás rendezvény keretében Budapesten, illetve Veszprémben. Kiadójuk a GA Records.

## Tagok
- Sylvia „Slivka“ Menyhertová – ének
- Miloš Rabitin – dob, ének
- Viliam Lauko – basszusgitár, ének
- Peter „Pino“ Ungvölgyi – billentyű, ének
- Marcel Spišák – gitár

## Albumok
- Automati (2004)
- Play/Pause/Eject (2007)
- π (2010)
- Tektonická Platňa (2015)[1]

## Külső hivatkozások
- A PPE hivatalos honlapja (szlovák nyelven)

## Fordítás
- Ez a szócikk részben vagy egészben  a   Puding pani Elvisovej című szlovák Wikipédia-szócikk ezen változatának fordításán alapul.  Az eredeti cikk szerkesztőit annak laptörténete sorolja fel. Ez a jelzés csupán a megfogalmazás eredetét és a szerzői jogokat jelzi, nem szolgál a cikkben szereplő információk forrásmegjelöléseként.